# Дарио Кампеото
Дарио Кампеото (дан. Dario Campeotto; Фредериксберг, 1. фебруар 1939 — Фредериксберг, 1. април 2023) био је дански певач, глумац и забављач. Представљао је Данску на Песми Евровизије 1961.

## Биографија
Рођен је у Фредериксбергу, у близини Копенхагена, 1. фебруара 1939. године. Његови родитељи су били италијанског порекла, Ема и Ернесто Кампеото.
Са десет година је почео наступати. Први велики успех му је била победа на данском националном избору за Песму Евровизије, Dansk Melodi Grand Prix, са песмом Angelique. Са њом је представљао Данску на Песми Евровизије 1961. године у Кану. Поделио је пето место од шеснаест песама са италијанском представницом Бети Кертис, са 12 освојених бодова. Након Песме Евровизије, снимио је бројне песме и албуме. Такође је глумио у филмовима Eventyrrejsen, Han, hun, Dirch og Dario, Flagermusen, Nyhavns glade gutter и Flyvende farmor.

## Лични живот
Дарио Кампеото се женио два пута. Са првом супругом, данском глумицом Гитом Норби је живио у Италији. Након развода 1969. се вратио у Данску где је наставио каријеру. Други пут се оженио 1977. године. Има троје деце.